# 横浜市立鳥が丘小学校
横浜市立鳥が丘小学校（よこはましりつ とりがおかしょうがっこう）は、神奈川県横浜市戸塚区鳥が丘にある公立小学校。
全学級22クラス全児童529人。

## 沿革
- 1980年（昭和55年）4月3日 ‐ 横浜市立鳥が丘小学校開校。
- 1985年（昭和60年）3月２日 ‐ 校歌制定。

## アクセス
- 横浜市営地下鉄 ‐ 踊場駅から徒歩12分。
- 弥生台駅より鳥が丘小学校入口下車、徒歩２分。